# Monessen
Monessen är en stad (city) i Westmoreland County i delstaten Pennsylvania. Ortnamnet kombinerar första stavelsen i Monongahelaflodens namn med Essen som är en känd industristad i Tyskland. Enligt 2010 års folkräkning hade Monessen 7 720 invånare.

## Kända personer från Monessen
- Christian Anfinsen, nobelpristagare i kemi 1972
- Michael Moorer, boxare